# 巴里 (伊利諾伊州)
巴里（英語：Barry）是一個位於美國伊利諾伊州派克縣的城市。

## 地理
巴里的座標為39°41′41″N 91°02′27″W / 39.69472°N 91.04083°W，而該地的平均海拔高度為218米（即715英尺）。

## 統計資料
根據2010年美國人口普查的數據，巴里的面積為3.66平方千米，當中陸地面積為3.66平方千米，無水域面積。當地共有人口1318人，而人口密度為每平方千米360.11人。